# Hi-Five Soup!
Hi-Five Soup! (рус. Привет пяти супам!) — пятый студийный альбом американской рок-группы The Aquabats, релиз которого состоялся 18 января 2011 года.

## Об альбоме

Из-за условий контракта The Aquabats выпустили первый за 15 лет сингл «Radio Down!».

В 2010 году музыканты анонсировали новый альбом, уточнив, что его распространение будет происходить независимо от лейблов звукозаписи. Однако The Aquabats возобновил сотрудничество с Fearless Records, из-за чего выход альбома был перенесён на начало 2011 год в связи с условиями нового контракта. По настоянию лейбла в ноябре 2010 выходит сингл «Radio Down!». В одном из интервью перед выходом Hi-Five Soup! Кристиан Джейкобс сказал, что с музыкальной точки зрения альбом будет схож с первыми работами The Aquabats. Также Джейкобс заявил, что пластинка в первую очередь направлена на детскую аудиторию и будет затрагивать тематику Хэллоуина.
Hi-Five Soup! был выпущен 18 января 2011. Альбом занял 181 строчку Billboard 200; в чарте Top Heatseekers диск разместился на 5 месте.

## Список композиций
Слова и музыка всех песен — The Aquabats.
| №                   | Название                                | Длительность |
| ------------------- | --------------------------------------- | ------------ |
| 1.                  | «The Shark Fighter!»                    | 2:56         |
| 2.                  | «B.F.F.!»                               | 3:20         |
| 3.                  | «The Legend Is True!»                   | 3:21         |
| 4.                  | «Radio Down!» (совместно с Бизом Марки) | 3:31         |
| 5.                  | «Poppin' A Wheelie!»                    | 2:15         |
| 6.                  | «Hey Homies!»                           | 3:04         |
| 7.                  | «In My Dreams!»                         | 3:04         |
| 8.                  | «Just Can't Lose!»                      | 3:39         |
| 9.                  | «All My Money!»                         | 2:48         |
| 10.                 | «Pink Pants!» (совместно со Strong Bad) | 2:31         |
| 11.                 | «Food Fight On The Moon!»               | 2:39         |
| 12.                 | «Luck Dragon Lady!»                     | 3:46         |
| Общая длительность: | Общая длительность:                     | 34:54        |

## Участники записи
The Aquabats
- The M.C. Bat Commander — вокал
- Крэш МакЛарсон — бас-гитара, бэк-вокал
- Джимми Робот — синтезатор, духовые, бэк-вокал
- Игл «Боунс» Фэлконхоук — гитара, бэк-вокал
- Рикки Фитнесс — барабаны, перкуссия

Другие музыканты
- Биз Марки — вокал в «Radio Down!»
- Мэтт Чэпмен — вокал «Pink Pants!»
- Хидари Хайн, Эмма Дже Эавер, Эмили Грейтхаус, Элизабет Ларсон, Камерон Уэбб, Эван Синклер, Тайлер Джейкобс — бэк-вокал
- Камерон Уэбб — продюсирование

## Позиции в чартах
| Чарт (2011)        | Высшая позиция |
| ------------------ | -------------- |
| The Billboard 200  | 181            |
| Top Heatseekers    | 5              |
| Independent Albums | 24             |
| Rock Albums        | 45             |
| Kid Albums         | 7              |